# Francesco De Martino
|  | No s'ha de confondre amb Francesco Martino. |

Francesco De Martino (Nàpols, 1907 — 2002) va ser un polític socialista italià.
Va afiliar-se al Partit Socialista Italià el 1945 i va ser membre de la Cambra dels Diputats entre 1948 i 82. Va succeir Pietro Nenni a la secretaria del partit (1964-66) i va ser-ne secretari general entre 1972 i 1976, quan va ser substituït per Bettino Craxi. El 1983 va ser nomenat senador.